# Virginia Dignum
Maria Virgínia Ferreira de Almeida Júdice Gamito Dignum (nascuda el 2 de maig del 1964, a Lisboa, Portugal) és una professora d'Informàtica a la Universitat d'Umeå, i professora associada a la Universitat Tecnològica de Delft. Dirigeix el Grup de recerca social i ètica d'Intel·ligència Artificial (IA). La seva recerca considera una intel·ligència artificial responsable i el desenvolupament de sistemes d'avaluació del treball en equip d'agents humans.

## Educació i inicis de la seva carrera
Un cop graduada de la Universitat de Lisboa el 1987, Dignum es va traslladar a Amsterdam on va completar un màster en computació, a la Vrije Universiteit, el 1989. Aleshores va treballar en consultoria i desenvolupament de sistemes. L'any 2003 va tornar a la informàtica acadèmica i va obtenir el seu doctorat en informàtica a la Universitat d'Utrecht el 2004. La van nomenar professora associada a la Universitat Tecnològica de Delft. El 2006 li van concedir un Veni laureate per la Netherlands Organisation for Scientífic Research per la seva feina en Marcs Organitzatius basats en Agents Humans.

## Recerca
L'any 2009 va obtenir el lloc de Professora Associada a la Universitat Tecnològica de Delft. El 2011 la van anomenar Vicepresidenta del Benelux Vereniging voor Kunstmatige Intelligentie (BNVKI), l'associació d'IA del Benelux, càrrec que va mantenir fins al 2017.
L'any 2018 va passar a ser Professora d'IA i Societat de la Umeå Universitat. La seva recerca té el suport de la Wallenberg AI, un programari i sistemes autònoms. Està interessada en els impactes ètics i culturals de la intel·ligència artificial, i la forma d'optimitzar i fer més transparent l'IA a les persones a les quals aquesta impacta. És membre de l'Associació d'Intel·ligència Artificial europea. Espera que l'IA no sigui percebuda només com una disciplina informàtica, si no com una que interacciona amb totes les àrees acadèmiques.
Va ser inclosa al Grup d'Experts d'Alt Nivell sobre Intel·ligència Artificial de la Comissió europea, grup dins del que ajuda a crear directrius i polítiques en l'estratègia d'IA de la Unió Europea. Les recomanacions del grup són incloses en el pla quinquennal de la Comissió europea, i serà part del Marc Financer Multianual fins al 2027. Durant el 2018 el grup va lliurar les Directrius Ètiques d'Intel·ligència Artificial així com una sèrie de recomanacions per crear una IA confiable. Forma part del Consell de Direcció de AllAI, un col·lectiu d'investigadors que agrupa les diverses parts interessades en monitorar la utilització de l'IA. Durant el 2019 va ser elegida Consellera del Fòrum Econòmic Mundial. Com a experta en IA fa participa en conferències i esdeveniments públics.

### Publicacions destacables
Les seves publicacions inclouen, 

#### Llibres
- Dignum, Virginia. Responsible Artificial Intelligence.  Springer, 2019. ISBN 978-3-030-30371-6.
- Dignum, Virginia. Handbook of Research on Multi-agent Systems: Semantics and Dynamics of Organizational Models.  Information Science Reference, 2009. ISBN 978-1605662565.

#### Papers
- Dignum, Virginia PhD thesis, 2004.
- Dignum, Virginia Autonomous Agents and Multi-Agent Systems, 11, 11-11-2005, pàg. 307-360.
- Dignum, Virginia Programming Multi-Agent Systems, 2004, pàg. 183-200.